# Coró
|  | Si cercau la ciutat antiga de Corone, vegeu Petalidi. Si cercau un personatge de la mitologia grega, vegeu Coronos. |

Coró (grec: Κορώνη, Koroni; (italià: Corone; turc otomà: Korön) és una vila i antic municipi de la Unitat perifèrica de Messènia, i actualment fa part del municipi de Pylos-Nestor. Rep el nom de l'antiga ciutat de Corone, la qual estava situada una vintena de quilòmetres més al nord, sota l'actual Petalidi; l'actual Corone s'alça sobre l'antiga ciutat d'Àsine.

## Història

### Període antic
La ciutat d'Àsine va tenir una certa importància a partir de la Primera guerra messènica i durant la Guerra del Peloponnès, i es va mantenir després de la batalla de Leuctra. Durant el període de dominació romà la ciutat encara existia, però va entrar en decadència al llarg de l'antiguitat tardana.

### Edat mitjana

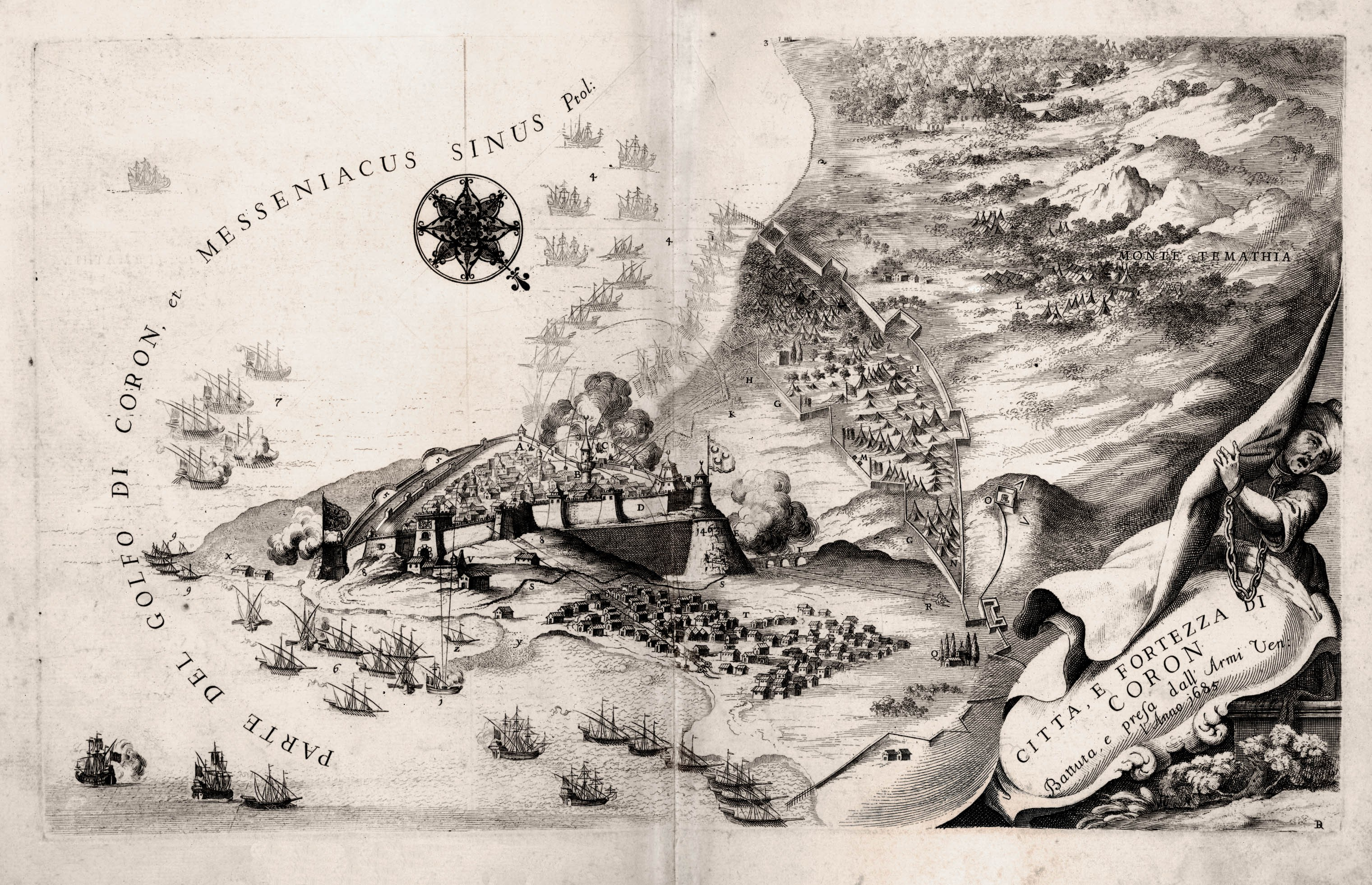
Mapa venecià de Coró (1686)

Dins el regnat de Justinià el Gran (segle vii), en un fenomen generalitzat arreu del Peloponnès, la ciutat de Corone (uns vint quilòmetres al nord) va entrar en gran decadència, fos per causa de desastres naturals o de ràtzies enemigues. Per fer front a aquest mal, Justinià hi va promoure el redesenvolupament urbà tot desplaçant poblacions senceres a noves localitzacions. Així doncs, Corone fou una de les ciutats que es traslladaren, i així es va refundar la ciutat al sud de la badia, sobre l'antiga Àsine, i donant lloc a la moderna Corone, sobre les runes de l'antiga Àsine, mentre que l'antiga Corone romania abandonada. Les runes de l'antiga ciutat es conserven a la part alta de la vila de Petalidi, fundada el 1830.
El 1205 la nova Corone fou ocupada pels cavallers francs de la Quarta Croada i integrada al feu de Jofre de Villehardouin (1205), el qual, en virtut del tractat de Sapienza, ratificat per Miquel Paleòleg (1209), la va cedir a la República de Venècia, que de fet ja s'hi havia establert des del 1206. Els venecians, als quals interessava una bona base naval, van reforçar les fortificacions i van reorganitzar l'administració. Va ser atacada pels otomans el 1428 sense succés. Va romandre en poder de Venècia fins al 15 d'agost del 1500, quan es va rendir i fou ocupada pels otomans (17 d'agost de 1500) amb Navarino, durant la guerra Otomano-veneciana. Molts habitants van fugir a les illes Jòniques (sobretot a l'illa de Zacint i Cefalònia) i al sud d'Itàlia, durant l'ocupació otomana.
El 1532 la flota cristiana del Papa, Carles V i els cavallers de Malta, dirigits per l'almirall genovès Andreu Doria, van ocupar Coró; els otomans van provar de recuperar-la la primavera del 1533, però foren rebutjats; llavors van enviar contra la fortalesa al pirata Barba-roja (hivern del 1533 al 1534) i com que els defensors patien una epidèmia de pesta i l'hivern era rigorós, la van abandonar vers Nàpols, sense lluita, per ordre del seu comandant Mendoza (1534), i es van emportar dos mil habitants que es van establir al sud d'Itàlia. Els otomans la van recuperar immediatament.
Fou seu d'un kaza dependent del sanjaq de Modon (i a partir de 1582 al sanjaq de Mistra), dins la liwa de Morea. La fortalesa i el seu territori eren feu imperial (khass-i-humayyun).
El 1685, en començar la guerra de la Santa Lliga (1684-1699), Francesco Morosini la va ocupar després d'un setge que va durar del 25 de juny al 7 d'agost de 1685, i fou una altra vegada possessió de Venècia. L'agost del 1715 els otomans dirigits pel gran visir Çorlulu Damat Ali Pasha la van reconquerir i es van establir dins les muralles famílies turques, mentre els grecs eren expulsats. La ciutat va entrar llavors en decadència, i el port es trobava en ruïnes, per bé que no cessà d'exportar seda i oli d'oliva. Fins a la dècada de 1770 encara hi havia establiments comercials francesos actius. Però el 1805, el viatger anglès William Martin Leake deixà constància que el comerç havia cessat, perquè el port no oferia ancoratge segur.

### Ciutat moderna
Els otomans van sortir de la ciutat el 1828 amb el reconeixement de la independència de Grècia i Coró va romandre a partir de llavors dins l'estat grec. El castell, avui en ruïnes, té unes 40 hectàrees. L'antic monestir de Sant Joan és la principal edificació religiosa i motiu d'un incipient turisme. La ciutat no arriba als tres mil habitants.